# Tagg Flats (Oklahoma)
Tagg Flats es un lugar designado por el censo ubicado en el condado de Delaware en el estado estadounidense de Oklahoma. En el Censo de 2010 tenía una población de 13 habitantes y una densidad poblacional de 1,61 personas por km².

## Geografía
Tagg Flats se encuentra ubicado en las coordenadas 36°20′19″N 94°54′13″O / 36.33861, -94.90361. Según la Oficina del Censo de los Estados Unidos, Tagg Flats tiene una superficie total de 13 km², de la cual 13 km² corresponden a tierra firme y (0%) 0 km² es agua.

## Demografía
Según el censo de 2010, había 13 personas residiendo en Tagg Flats. La densidad de población era de 1,61 hab./km². De los 13 habitantes, Tagg Flats estaba compuesto por el 7.69% blancos, el 0% eran afroamericanos, el 76.92% eran amerindios, el 0% eran asiáticos, el 0% eran isleños del Pacífico, el 0% eran de otras razas y el 15.38% pertenecían a dos o más razas. Del total de la población el 0% eran hispanos o latinos de cualquier raza.